# کلنی کلاغ سیاه

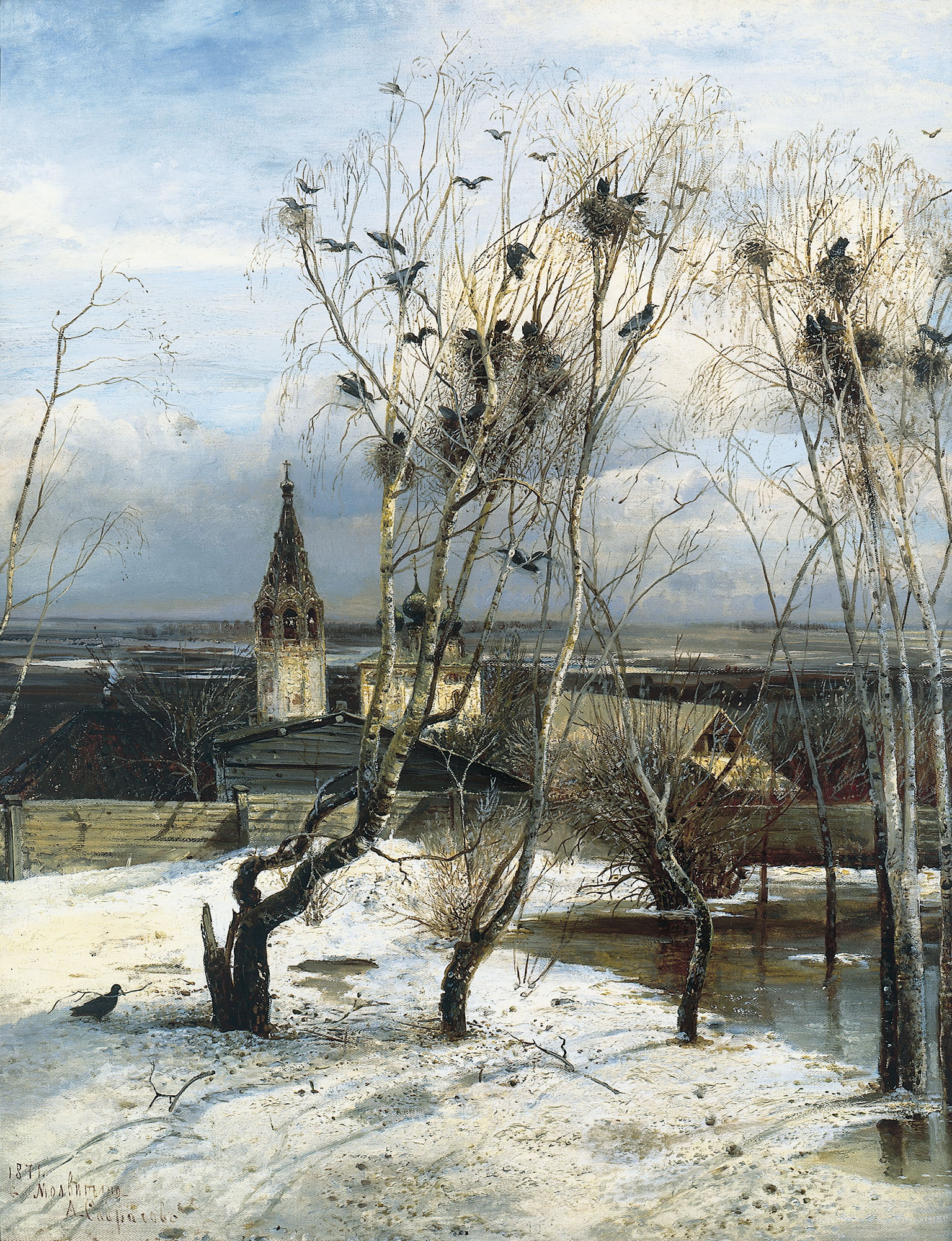
کلونی لانه کلاغ سیاه

کلنی کلاغ سیاه (انگلیسی: Rookery) یک کلنی زادآوری جانوران و معمولاً پرندگان به‌ویژه کلاغ‌ها است. کلنی کلاغ معمولا کلنی برای پرندگان گروهی نگهداری می‌شود واژه کلنی کلاغ همچنین برای خانه‌های انبوه (به انگلیسی: slum) در شهرهای قرن نوزدهم به ویژه در لندن به کار رفت.